# Résolution 1527 du Conseil de sécurité des Nations unies
Membres permanents
- Chine
- États-Unis
- France
- Royaume-Uni
- Russie

Membres non permanents
- Algérie
- Allemagne
- Angola
- Bénin
- Brésil
- Chili
- Espagne
- Pakistan
- Philippines
- Roumanie

Résolution no 1526 Résolution no 1528
La résolution 1527 du Conseil de sécurité des Nations unies, adoptée à l'unanimité le 4 février 2004, après avoir rappelé les résolutions antérieures sur la situation en Côte d'Ivoire, en particulier les résolutions 1464 (2003), 1498 (2003) et 1514 (2003), a prorogé le mandat de la Mission des Nations unies en Côte d'Ivoire (MINUCI) jusqu'au 27 février 2004.